# Algodoo

## Descripción
Algodoo es un simulador 2D de física al estilo "sandbox" - o caja de arena- desarrollado y vendido por Algoryx Simulation AB, es el sucesor del popular Phun. Algodoo fue lanzado el 1 de septiembre de 2009 tras retrasos significativos en su desarrollo [cita requerida]. Algodoo es un eminente software de simulación física, reconocido como software educativo. Tiene amplio soporte para acelerómetros, pantallas táctiles, e Intel Classmate PC. El motor físico de Algodoo está basado en la constante lineal SPOOK resuelta por Claude Lacoursière.

## Simulaciones
Algodóo
Logos
Las simulaciones en Algodoo incluyen el uso de las herramientas de programa (creador de polígonos, cúter, pincel, rectángulo, círculo, engranaje, fijar, rotar, puntero láser, etc) y sus características (CSG, modificación de la velocidad, atracción, refracción, cortar, licuar, etc) para crear complejas simulaciones. La simple interfaz de Algodoo permite a los nuevos usuarios crear simulaciones, y hacerlas funcionar con unos cuantos clics, pero sin limitar a los que quieren crear complejas creaciones.
Algodoo permite a los usuarios modificar la fuerza gravitacional, fricción, índice de refracción, densidad, capas de colisión, colorear polígonos, moverlos, realizar cambios en la presión, flotabilidad, y muchas posibilidades más.

### Cambios
Aunque la interfaz de Algodoo es muy parecida a la de Phun, este posee numerosos cambios en la simulaciones.  Uno de los más destacables es la adición de simulaciones ópticas. Otros de los cambios que sobresalen son la inclusión de un menú de velocidades, permitiendo a uno cambiar la velocidad de la geometría de un cuerpo a un cierto valor, la incompresibilidad del agua, lo cual permite realizar simulaciones de fluidos mucho más reales, un menú de gráficos que permite comparar y contrastar diferentes propiedades de la geometría del objeto en estudio, como por ejemplo la posición en determinado momento y la velocidad instantánea o promedio en los ejes X e Y, una nueva función en el menú de opciones que permite visualizar en tiempo real todas las fuerzas que actúan sobre los diferentes objetos en una prueba, y muchas otras nuevas características, optimizaciones y mejoras.

## Contenido creado por los Usuarios
Es posible compartir las creaciones hechas en Algodoo en una comunidad casi idéntica a la de Phun. Para compartir creaciones se usa el sitio oficial de Algodoo, Algobox.  Esta colección posee actualmente casi 50,000 creaciones únicas, con ese valor incrementando cada día. 

### Retirado el soporte a Linux
La versión 1.8.5 fue la última en brindar soporte para linux, sin embargo todavía se puede descargar de la página oficial. Para activarlo es necesario adquirir la licencia Algodoo for education ($37.99).